# 山本元柳齋重國
山本元柳齋重國（日语：／ Yamamoto Genryuusai Shigekuni）為日本漫畫《BLEACH》中的角色，他生前被譽為「千年以來最強的死神」，也是護廷十三隊的最高指揮官、瀞靈廷護廷十三隊創始者暨首任總隊長、初代一番隊隊長、「元流」開祖暨「元字孰」總師範、真央靈術院創辦人兼初代校長，號稱「最强死神」的他在屍魂界擁有絕對的權威，他的一生幾乎等同於護廷十三隊的歷史。

## 人物

### 外貌與性格
瀞靈廷護廷十三隊創始者暨首任總隊長、「元流」開祖暨「元字孰」總師範、真央靈術院創辦人。在官方資料集上被譽為是屍魂界歷史上「千年以來最強的死神」、「等同於屍魂界歷史的大人物」。外貌特徵是位於前額右側、由兩道刀傷形成的交叉型疤痕，壯年時期僅有其中一道傷痕，另一道則是約超過2000年前時被跟班雀部長次郎用甫習得的卍解砍傷而得。過去留著丁髷和黑色短鬍鬚，老年後則是習慣用紫色束帶綁住垂腰銀白鬍鬚。結實的身軀，因長年累月的戰鬥遍布著無數打鬥傷痕。
山本重國身為「死神之首」，他的儀表泰然莊嚴，為人嚴肅剛直。心中崇尚正義、堅守原則，由其口頭禪「怠忽正義之人，老夫絕不會寬恕」可見一斑。除了是瀞靈廷護廷十三隊全軍的統帥外，更被死神們引以為典範。他所謂的正義是遵守屍魂界的規律、效忠靈王王室。任何膽敢挑戰屍魂界紀律的對象，皆會對其拔刀相向。相對地，他非常歡迎堅守正義、追求進步的有志之士加入護廷十三隊。
無數年以前，曾經是個為了取勝而不惜使用任何手段擊潰敵方，甚至連部下都當成塵埃看待，被友哈巴赫形容為「劍之鬼」的男人；但在經過千年前與滅卻師的對決後，其極欲守護的事物逐漸增加，因而改變了殘忍、蠻橫的心態。雖然非常瞭解各隊重要人物的性格，行事亦有恰如其分的遠見，但有時卻因為在細節方面疏於深慮，未能查覺到潛藏其中的危機，例如：101年前未能妥當處理在調查流魂街靈魂消失事件的隊長們（其後結成假面軍勢）和浦原喜助等人捲入的虛化事件、未深究時任十番隊隊長志波一心在現世遇到改造大虛的事態、未重視朽木露琪亞被處以極刑的疑點、未採納涅繭利以其與石田雨龍交戰經驗認為應及早針對友哈巴赫自千年前倖存下來造成之隱憂做出應對的勸諫，以至於錯失防備藍染惣右介叛變和友哈巴赫再度崛起的機會。在戰爭期間仍堅持不肯利用人類來幫助自己，因此他對於在空座町大戰對抗藍染時牽連黑崎一護感到非常介意，甚至在戰爭結束後沒讓井上織姬治療他的左臂。但在第二部劇情時期開始，其內在亦逐漸產生變化。
平常有自己修整鬍鬚的習慣。興趣有劍道，書道，茶道和弓道。渡假時會讓京樂春水和浮竹十四郎幫他搥背。喜歡泡超燙溫泉、曬大太陽。偏好日本和式飲食，但與副隊長雀部長次郎相反，非常討厭西餐。京樂稱他作「山爺」、「山老頭」，浮竹則是以「元柳齋老師」來尊稱他。
作者在附錄特典集賦予山本的關鍵詞為「嚴」。

### 身世與經歷
原名「山本重國」，後取全名為「山本元柳齋重國」。親手創立「元流」學派、致力於教育工作，在建立瀞靈廷、擔任護廷十三隊總隊長以前，便以「元流」開祖的身份聞名屍魂界，並擔任學院「元字塾」的總師範。
兩千多年前，因其右邊額頭有道斜向傷疤，所以在當時經常被週遭人喚作「丿字齋」。「丿字齋」的名號隨著山本的武藝日漸提升而更加地遠播；然而，山本卻對於「丿字齋」這個稱號感到非常厭煩。為此他對明知這項忌諱，卻堅持不肯直呼其名的雀部長次郎頗為反感，更對其雖非他的塾生、仍不時造訪私塾的行徑感到不勝其擾。為了讓對方知難而退，山本遂向雀部提出「一個月以內習得卍解」的條件，要求對方練成卍解後再來拜訪他；沒想到雀部不但沒有放棄成為他的副手的念頭，而且還依照約定成功地練成卍解，再次出現在他的面前。雀部向山本闡述道，若是成為他的門下弟子，將只會一味地模仿、而無法更加精益求精，所以他才會堅持練就能夠補足山本無法顧及之處的本事，以成為真正符合資格的助手。山本見到雀部堅持的態度，決定稍微測試前者練成的卍解程度，要求對方試著利用卍解將自己擊倒。雖然山本承受雀部的攻擊後前額受傷，也因此見識到雀部的潛在實力，其右邊額頭亦從此留下難以抹滅的傷疤，和原先的舊疤交錯，形成右邊額頭的十字疤。儘管山本因為這場意外，讓他的稱號從原本的「丿字齋」變成了「十字齋」，然而當時的雀部仍以「自己劃下的傷痕，不足以變更丿字齋殿的名號」為由，堅持不肯改變稱呼山本的方式。於是山本為了雀部，特地在自己的姓名裡增添「元柳齋」這三個字，並且在創立護廷十三隊之後，正式提拔雀部擔任一番隊的副隊長，以表示對後者的欣賞與器重。
在京樂春水的回憶之中，山本是個非常討厭別人沒經過同意便擅自走進臥室的男人。某日，年少時期的京樂無意間發現山本的臥室牆上，掛著被烈燄包覆全身的山本的畫像，卻被隨後趕到的山本教訓了一頓，轉而向山本詢問該幅畫作的內容。山本向京樂闡述道，那是在久遠以前的時代，出現在處於困境的屍魂界的「魔物」，然而這頭「魔物」的出現，卻令當時的屍魂界陷入更險峻的危機，隨即告訴京樂往後這頭「魔物」往後將不會再次出現；但若是這頭「魔物」真的再次出現的話，便代表自己可能將會永遠無法復歸。
約莫兩千年前，山本正式創立官方的死神教育機構「真央靈術院」，以培育年輕一輩的死神人才。山本亦親自投入教育工作。京樂春水和浮竹十四郎則是他教導過的學生之中，最先成為隊長的得意門生。期間，他曾率領護廷十三隊討伐無形帝國，卻因故沒能殺害無形帝國的領導人友哈巴赫。後來在101年前發生魂魄消失案件時，山本有鑑於情況危急，決定派遣當時還在屍魂界的平子真子等人趕到現場展開救援行動，結果卻落入時任五番隊副隊長 藍染惣右介的盤算之內，導致平子等人接連受到藍染的行動影響觸發虛化，甚至連拯救平子等人的握菱鐵齋、浦原喜助、四楓院夜一也因此遭到陷害，被中央四十六室驅逐出屍魂界。之後，山本特地收留因外貌異於常人而受到排擠的狛村左陣並予以栽培，還親自指導更木劍八學會劍道的技巧。其行事風格亦隨著劇情進展，逐漸地產生變化。

## 劇情表現

### 屍魂界拯救篇
初登場的時候，山本為了時任三番隊隊長 市丸銀在沒有獲得許可的情況下，擅自前去對付旅禍（黑崎一護等人）、卻不慎讓對方逃跑一事，特地招開緊急隊長會議，並要求當時在會議期間為此相互爭辯的十一番隊隊長 更木劍八 和十二番隊隊長 涅繭利 暫時安靜下來。面對山本的詰問，市丸銀表示這是自己的疏失，不願為自己的行為多做辯解，正當時任五番隊隊長藍染惣右介欲追問相關細節時，卻傳出旅禍趁機闖進瀞靈廷的警報。山本見情況危急，立刻宣布隊長會議就此解散，並命令各個番隊抵達負責守備的位置，以便迎擊擅闖瀞靈廷的旅禍。
朽木露琪亞的處刑被隨後而來的黑崎一護中斷後，山本特別允許副官雀部長次郎隨同其他副隊長迎擊對方，並對於京樂春水和浮竹十四郎準備搭配四楓院家盾狀物、破壞處刑台的舉動產生質疑，隨即在追上後兩者的同時，以自身的氣勢震懾當時嘗試協助京樂的八番隊副隊長伊勢七緒，使其恐懼至當場休克。待京樂將七緒置於較安全的場所後，山本立即解放斬魄刀，對抗企圖違悖屍魂界守則的兩位徒兒，卻在決戰期間收到四番隊副隊長虎徹勇音透過鬼道「天挺空羅」、向諸位護廷十三隊成員傳達藍染叛變的消息，轉而和其他正副隊長及幾名席官趕到雙殛台試著阻止藍染，但未能成功阻止對方，只能親眼目睹藍染等人被基力安級大虛救走，叛逃至虛圈的場面。
屍魂界拯救事件告一段落後，山本暫時接替被藍染殺害的中央四十六室，全權負責瀞靈廷內的重要決策。涅繭利有鑑於和滅卻師石田雨龍交戰的經驗，遂向山本提出諫言以防範山本沒能殺死的友哈巴赫可能會在將來影響魂魄平衡；但當時的山本認為涅繭利過於杞人憂天，沒能採納其諫言而不了了之。

### 破面篇
為了調查破面接連襲擊現世的異常跡象，山本命令十番隊隊長 日番谷冬獅郎 組成派遣小隊，抵達現世展開調查行動。十刃NO.6葛力姆喬·賈卡傑克率領從屬官夜襲空座町的隔天，山本透過視訊對話，和駐留現世的冬獅郎、松本亂菊及井上織姬提到藍染企圖利用空座町的靈力和魂魄，達到製造王鍵並推翻靈王的野心，並委託織姬將屍魂界準備為冬季決戰蓄養戰力的消息轉達給一護。起先山本抱持著尊重他人意願的想法，特地讓傷勢初癒的五番隊副隊長雛森桃 透過視訊和冬獅郎進行會談；沒想到雛森卻在得知眾死神即將舉兵對抗藍染的消息時，對冬獅郎提出「拯救藍染」的要求，導致山本為了結束這段對話，不得不利用自身靈壓，令前者當場昏厥過去。這段小插曲也讓駐留現世的冬獅郎再次喚起警覺性，並招集先遣小隊的成員在附近地區進行和斬魄刀對話的「刃禪」訓練。
沒多久，織姬被十刃NO.4烏爾奇奧拉·西法綁架並帶至虛圈，山本依據織姬留書出走、潛入黑崎一護的住家、對後者治療並先行離去的行徑，將其視為主動叛變，嚴禁一護等人前往虛圈展開救援行動。之後更以事態緊急為由，將先遣小隊的成員全數招回屍魂界，還派遣六番隊隊長 朽木白哉及十一番隊長 更木劍八在旁護送阿散井戀次和朽木露琪亞，以防範後兩者擅自行動。
事後，白哉暗地默許戀次和露琪亞前往虛圈展開救援行動；山本則在一護等人陸續和十刃交鋒而陷入苦戰之際，派遣卯之花烈、白哉、劍八、涅繭利等人支援前者，隨後便率領護廷十三隊抵達空座町，迎戰以藍染惣右介為首的破面軍團。

### 空座町篇
山本率領護廷十三隊抵達空座町的結界範圍，迎戰藍染惣右介為首的破面軍團，甫開戰便為了保險起見，以「火焚城郭」困着藍染一行人，並且在雛森桃、松本亂菊、射場鐵左衛門、檜佐木修兵遭到犽翁重創倒地時，命令吉良井鶴加強保護結界的強度，以壓倒性的優勢瞬間擊敗「混獸神」犽翁、阿帕契、米菈、孫孫。後來與藍染展開激烈交戰，山本使出稍早佈下打算與藍染玉石俱焚的「炎熱地獄」，但不料其斬魄刀『流刃若火』的火焰卻被突入的汪達懷斯以歸刃『滅火皇子』封住，已經釋放的火焰也被其吸收，捨棄斬魄刀戰鬥的山本以「一骨」重創汪達懷斯，更以「雙骨」把他一擊打碎，但汪達懷斯的殘骸解放稍早其吸收的火焰，山本以自己身體擋下而被炸成重傷，倒下後順勢犠牲自己燒焦的左臂，發動破道之九十六「一刀火葬」試圖擊退藍染。
大戰過後，山本接受四番隊的治療，截除了燒至焦黑的左臂，他還親自和新上任的中央四十六室交涉，解除了百餘年前對浦原喜助、四楓院夜一、握菱鐵齋的裁決。卻因為獲悉多位隊長的羽織失蹤一事，以及白哉、京樂、劍八對此於此事感到不以為然的看法而感到憤怒。

### 代理死神消失篇
空座町大戰落幕1年5個月後，山本透過十二番隊隊長涅繭利的轉告，獲悉浦原喜助和朽木露琪亞準備利用死神的靈壓、製作能讓一護恢復死神力量的靈刀的計劃，為了讓後者能夠順利地恢復力量，山本不惜違反死神不得將力量傳輸給人類的規定，以「報答黑崎一護對屍魂界的恩義」為由，命令護廷十三隊所有正副隊長灌輸各自的靈壓，協助浦原喜助製成幫助一護恢復死神力量的靈刀，並派遣朽木白哉、阿散井戀次、日番谷冬獅郎、更木劍八、斑目一角、朽木露琪亞抵達現世，監視一護在和前任代理死神兼XCUTION領導人 銀城空吾戰鬥時所作出的抉擇。
一護擊敗銀城之後，山本獲知前者抵達屍魂界找他會談的消息，特地為此召開隊長會議，感謝對方的作為。起先，山本得悉一護想將銀城的遺體帶回現世安葬時，對於前者的決定略感意外；但在瞭解對方的用意後，轉而認為對方是經過深思熟慮才做出這番抉擇。至於一護，並沒有對此多做答辯，並在會談結束後先行返回現世（動畫版則交代山本同意一護的請求，並派遣多名蒙面人士將裝著銀城遺體的棺木扛回現世）。

### 千年血戰篇
就在流魂街發生大規模的魂魄消失案件後，山本派遣斑目一角與綾瀨川弓親前往流魂街第六十四區的錆面展開實地調查，正當他透過視訊對話，聆聽前者的調查報告時，盧達斯‧佛利根為首的面具人忽然出現在山本的身後，傳達來自無形帝國的宣戰通告。此時，原本負責鎮守總隊長辦公室外圍的雀部長次郎 ，被「O」多利斯克‧貝爾希的靈壓長矛貫穿身體、定在辦公室的牆上，還沒能道出對手會奪去卍解的情報，便因為失血過多而當場身亡。目擊此景的山本立刻破壞定住雀部遺體的靈壓長矛，將後者的遺體放回地面之餘，還試圖對盧達斯等人發動攻擊，卻不慎讓對方趁機逃離現場。事後山本招集護廷十三隊的成員參加雀部的葬禮，並且在私底下對涅繭利沒獲得上級允許、便逕自抹除流魂街的居民魂魄一事提出異議；涅繭利見事態已經無法隱瞞，遂向山本坦言動員旗下成員抹除流魂街居民魂魄，以維持魂魄平衡的真相，但也指責山本在千年前沒能殺害「那個男人」和不肯聽進他的諫言，才會使屍魂界陷入如此危急的情況。
其後，無形帝國的領導人友哈巴赫率領星十字騎士團進攻屍魂界，在瀞靈廷內展開大規模的屠殺行動，山本則在接獲四名隊長遭敵方奪去卍解的消息時，決定親赴前線作戰，對護廷十三隊下達「無論發生任何事，絕對不准出動四番隊」的命令，碰巧遇上殺害雀部並奪取其卍解的星十字騎士團成員「O」多利斯克·貝爾希企圖對檜佐木修兵痛下殺手，遂出面擋下多利斯克的靈壓長矛為修兵解危。多利斯克見山本隨之而來，興奮地宣稱自己便是為了利用雀部的卍解解決他而來，並三度使用封存在胸章裡的卍解對他展開攻擊；結果這項舉動，反讓山本回憶起首次見識雀部的卍解的經過，隨即向敵人表示雀部的卍解「絕對不會只有這種程度」，並以始解的『流刃若火』秒殺多利斯克，替雀部報仇雪恨。怒不可遏的山本發誓要將敵人全數殲滅殆盡，後來以極快的速度移動到剛擊敗更木劍八的友哈巴赫面前，瞬間擊退巴茲比、「F」艾斯·諾特、「U」納納納·納賈庫普，和友哈巴赫再次展開決戰。對於友哈巴赫視人命如草芥的態度感到極度不滿，因而施展卍解『殘火太刀』令整個屍魂界的溫度逐漸攀升，不惜用盡所有能力再以「殘火太刀‧北‧天地灰燼」盡快結束這場戰鬥；不料被山本擊敗的只是偽裝成友哈巴赫的「Y」洛伊德·洛伊德。驚覺自己中了友哈巴赫所設下的陷阱，隨後趕到的友哈巴赫道出自己已經見到藍染惣右介，邀請他加入自己麾下但遭到拒絕，對此山本再度施展卍解『殘火太刀』試圖解決對方，但被友哈巴赫使用胸章奪取卍解，並遭持劍斬落上半身，最後山本回憶起當年京樂春水詢問有關於他的畫像的疑問，感嘆自己再也無法回到此處後便當場死亡，遺體下半身則以屹立不搖的姿態，聳立在滿目瘡痍的瀞靈廷之中。

### 身後劇情與影響
山本戰死之後，大多數的護廷十三隊隊長皆感受到山本靈壓消失的跡象而震驚不已，殺死山本的友哈巴赫則在準備轉身的時候，發現山本仍緊握著斬魄刀的右臂壓住他的斗篷衣角，遂揮劍斬斷山本持刀的右臂，更直接用腳踐踏他的頭部。友哈巴赫表示，曾想把山本列入「特別記載戰力」之一，但因山本堅持不肯依靠人類，沒讓井上織姬醫治自己的左臂，在得到和平後改變了昔日果斷無情的作風，對此評價現在的山本不過是被正義束縛的弱者，甚至認為「護廷十三隊早在一千年前就和我們一起滅亡了」。隨後友哈巴赫使用指尖釋放的靈壓將山本的遺體徹底地炸成灰燼。
無形帝國撤退後，眾死神因為遍尋不著山本的遺體，只好將山本遺留的斬魄刀殘骸帶回總番隊，供諸位隊長瞻仰。雖然隊長們因為得悉山本的噩耗，一度陷入悲憤的情緒狀態，還導致碎蜂、六車拳西、狛村左陣為此發生激烈的口角爭執，但由於八番隊長京樂春水出面規勸前三者的緣故，才讓諸位隊長決定放下悲憤的情緒，重新振作並團結面對接下來的挑戰。同時中央四十六室亦為了因應山本戰死後的局勢，特地指名京樂春水繼任為總隊長。

### 獄頤鳴鳴篇
無形帝國戰役落幕十二年後，由於山本、卯之花、浮竹的靈力過於強大，導致三者的靈子無法回歸靈界，使得眾死神為三者進行名為「魂葬禮祭」的儀式送走其靈魂，但隨後現任總隊長京樂春水和從地獄現身現世的地獄獄卒（破面篇時任十刃NO.8）薩爾阿波羅指出死神執行「魂葬禮祭」的儀式，其實是將三者的靈魂送進地獄的行為。

## 斬魄刀

### 始解
- 【始解】『流刃若火』（Ryūjin Jakka）

解放語「森羅萬象、一切灰燼為之，流刃若火！」
火炎系最強、最古老的斬魄刀，平時封印時為手杖的型態，解放後刀刃全身被超高溫的熊熊烈火包裹著，其刀刃劃過之處的世間一切化為灰燼，被視為擁有所有斬魄刀中最強的攻擊力。
於斬魄刀異聞篇透露，山本會利用流刃若火燒飯、取暖、烤地瓜，而且此刀似乎沒有人形的實體化。
| 始解招式                                  | 簡介 |
| ----------------------------------------- | --- |
| 技「流刃若火·首式·撫斬」（Nadegiri）      | 需事先發動始解才可使用，極其迅速而強力的一擊，以迅雷不及掩耳之勢將對手分割兩半。                                                       |
| 技「流刃若火·火燒城郭」（Jokaku Enjo）    | 需事先發動始解才可使用，竖起一圈高大的火墙，将對手包围在火圈内，無法逃走。                                                             |
| 技「流刃若火·炎熱地獄」（Ennetsu Jigoku） | 需事先發動始解才可使用，竄出多條通天的火柱包圍大地，引發陣內大規模爆炸，範圍內的人無一倖免化作灰燼，威力足以使城鎮瞬間毀滅為一片焦土。 |

### 卍解
- 【卍解】『殘火太刀』（Zanka no Tachi）

施展時會先將『流刃若火』的火焰全部封入刀鋒，刀會呈現焦黑狀，卍解期間會釋放足以讓整個屍魂界的水份逐漸消失的高溫，進而提升持刀者的攻擊威力，但若戰鬥時間過長反而會讓持刀者所在的地區陷入毀滅的危機之中。
其千年前的卍解似乎有些不同，當時是將火焰全部封入刀裡，能將擊中之物以爆炎燒盡的豪火之劍。
| 卍解招式                                                                                   | 簡介 |
| ------------------------------------------------------------------------------------------ | --- |
| 技「殘火太刀·東·旭日刃（Zanka no Tachi Higashi Kyokujitsujin）」                           | 僅限於卍解狀態使用，將火焰的熱度全部集中於刀尖，既不燃燒亦不放出爆炎，而是將其觸及的事物抹消得無影無蹤。                                 |
| 技「殘火太刀·西·殘日獄衣（Zanka no Tachi Nishi Zanjitsu Gokui）」                          | 僅限於卍解狀態使用，將自身的靈壓化成高達一千五百萬度的烈焰，猶如披裹著烈陽般覆於身軀和刀刃之上。                                         |
| 技「殘火太刀·南·火火十萬億死大葬陣（Zanka no Tachi Minami Kaka Juuman Okushi Daisoujin）」 | 僅限於卍解狀態使用，將殘火太刀的刀刃插入地面，藉著高溫凝聚過去死於山本刀下的亡者骨灰，組織骷髏軍團追擊山本的對手，直到自身徹底化作灰燼。 |
| 技「殘火太刀·北·天地灰燼（Zanka no Tachi Kita Tenchi Kaijin）」                            | 僅限於卍解狀態使用，朝對手使出極其迅速而強力的橫向斬擊，直接將對手攔腰劈成兩半，被刀斬擊到的部位皆會化作灰燼。                           |

## 技能與招式
| 招式名稱               | 簡介                                                                             |
| ---------------------- | -------------------------------------------------------------------------------- |
| 技「鬼火」（Onibi）    | 遠距離對敵人釋放熱炎，將其身體開洞的招式。                                       |
| 技「松明」（Taimatsu） | 在拔刀的瞬間釋放強大火勢燒死周遭的敵人。                                         |
| 技「威眠」（Inemuri）  | 從掌間凝聚些許靈壓，再用手掌覆蓋著對手的臉部，藉此抹滅對手的意識，使其昏厥在地。 |

### 鬼道
| 鬼道名稱                 | 簡介 |
| ------------------------ | --- |
| 破道之九十六『一刀火葬』 | 以燒得焦黑的身軀為觸媒才能發動的犧牲破道，產生一道刀鋒形的巨大通天火柱將其周圍的對象燃燒殆盡。 |
| 縛道之八十一『斷空』     | 動畫版原創章篇使用。防禦用的上級鬼道，可以完美防禦破道之八十九以下的攻擊。 |
| 山晶焱陣                 | 動畫版原創鬼道，由靈壓和火焰組成的巨型五角錐結界，只要敵人靠近結界，結界裡的火焰就會竄出結界攻擊對方。於動畫版第246集原創章篇使用。                                                                               |
| 死葬血風                 | 動畫版原創鬼道，創造四枝金色的斧型槍釘住對手的四肢，然後對手會被包裹在附有鎖鍊的特製黑棺裡，永遠的失去意識。但若是封印被破壞，受困其中的對手也會恢復正常狀態，山本曾於動畫版第251集回憶片段運用此技封印朽木響河。 |
| 空間結界                 | 動畫版原創鬼道，對某個指定事物施加結界，將其藏至另外的空間裡，除了施術者以外，其他對象都無法在結界外圍確認該事物的位置。只有說出施術者本人才知道的詠唱文，才能順利的解除結界。                                    |
| 封閉心靈                 | 動畫版原創鬼道，運用大量的靈壓屏阻其他對象的意識深入施術者的心靈。山本和朽木銀嶺曾於動畫版原創集數回憶片段使用此術。                                                                                              |

### 白打
| 招式名稱              | 簡介                                                                   |
| --------------------- | ---------------------------------------------------------------------- |
| 技『一骨』（Ikkotsu） | 肉博技，單手極速出拳打碎對手。                                         |
| 技『雙骨』（Sokotsu） | 肉博技，雙手同時極速揮拳粉碎對手。此招在失去一隻手臂後、已經無法使用。 |

## 卷首語
- 「不要趴著求生，應該要站著而死。」 ── 單行本第四十五集。
- 「靈魂熊熊燃燒，儘管天在下雨也一樣。」 ── 單行本第五十八集。

## 備註
1. ↑  塚田正昭結束《Bleach》第一季動畫配音工作後，於2014年1月29日因病逝世，所以故在《Bleach: BRAVE SOULS》中的千年血战篇版山本改由高岡瓶々配音。